# Thryssa
Thryssa es un género de peces teleósteos que pertenece a la familia Engraulidae.

## Especies
- Thryssa adelae (Rutter, 1897)
- Thryssa aestuaria (J. D. Ogilby, 1910)
- Thryssa baelama (Forsskål, 1775)
- Thryssa brevicauda T. R. Roberts, 1978
- Thryssa chefuensis (Günther, 1874)
- Thryssa dayi Wongratana, 1983
- Thryssa dussumieri (Valenciennes, 1848)
- Thryssa encrasicholoides (Bleeker, 1852)
- Thryssa gautamiensis Babu Rao, 1971
- Thryssa hamiltonii J. E. Gray, 1835
- Thryssa kammalensis (Bleeker, 1849)
- Thryssa kammalensoides Wongratana, 1983
- Thryssa malabarica (Bloch, 1795)
- Thryssa marasriae Wongratana, 1987
- Thryssa mystax (Bloch & J. G. Schneider, 1801)
- Thryssa polybranchialis Wongratana, 1983
- Thryssa purava (F. Hamilton, 1822)
- Thryssa rastrosa T. R. Roberts, 1978
- Thryssa scratchleyi (E. P. Ramsay & J. D. Ogilby, 1886)
- Thryssa setirostris (Broussonet, 1782)
- Thryssa spinidens (D. S. Jordan & Seale, 1925)
- Thryssa stenosoma Wongratana, 1983
- Thryssa vitrirostris (Gilchrist & W. W. Thompson, 1908)
- Thryssa whiteheadi Wongratana, 1983